# Wasa Sångargille
Wasa Sångargille är en manskör grundad 1930 med Vasa, Finland som hemort. 
Kören består av ett 70-tal aktiva sångare och bland den senaste tidens produktion märks speciellt körverken "Jona" och "Ispalatset" tonsatta av Kaj-Erik Gustafsson med text av Lars Huldén. Tradition är även att ge en eller flera julkonserter i Vasa med omnejd, ofta med en god solist. Till exempel vid julkonserterna 2011 samarbetade kören med barytonsångaren Jesper Taube. Våren 2007 gjorde kören Revolution! genom att uppföra ett tjugotal revolutionsförknippade sånger för ändamålet arrangerade av Ralf Nyqvist. Körens dirigent är Stefan Wikman.